# Lista de supercentenários africanos
Esta lista inclui supercentenários africanos (pessoas da África que tenham atingido a idade de pelo menos 110 anos), cuja expectativa de vida tem sido verificada por um organismo internacional que trata especificamente a pesquisa da longevidade, o Gerontology Research Group (GRG). Houve três supercentenários verificadas a partir da África. A pessoa mais velha a morrer na África foi argelina Maria Diaz aos 113 anos e 249 dias. A pessoa mais velha nascida na África foi cabo-verdiana Adelina Domingues, que morreu aos 113 anos e 140 dias nos EUA.

## Supercentenários africanos
| Classificação | Nome                 | Sexo | Data de nascimento      | Data da morte          | Idade               | País de nascimento                    | País de residência ou morte |
| ------------- | -------------------- | ---- | ----------------------- | ---------------------- | ------------------- | ------------------------------------- | --------------------------- |
| 1             | Maria Diaz           | F    | 22 de fevereiro de 1898 | 29 de outubro de 2011  | 113 anos e 249 dias | Argélia                               | Reunião                     |
| 2             | Julia Sinédia-Cazour | F    | 12 de julho de 1892     | 6 de outubro de 2005   | 113 anos e 86 dias  | Reunião                               | Reunião                     |
| 3             | Marie Emilie Louise  | F    | 4 de janeiro de 1902    | 5 de dezembro de 2014  | 112 anos e 335 dias | Território Britânico do Oceano Índico | Ilhas Maurícias             |
| 4             | Michael Kgantsi      | M    | 18 de julho de 1904     | Pessoa viva            | 113 anos e 338 dias | Zimbabwe                              | Zimbabwe                    |
| 5             | Maria Veiga Amado    | F    | 9 de outubro de 1905    | Pessoa viva            | 119 anos e 162 dias | Cabo Verde                            | Cabo Verde                  |
| 6             | Johanna Booysen      | F    | 17 de janeiro de 1857   | 16 de junho de 1968    | 111 anos e 151 dias | África do Sul                         | África do Sul               |
| 7             | Muthiasse Valoi      | F    | 16 de julho de 1905     | 28 de setembro de 2016 | 111 anos e 74 dias  | Moçambique                            | Moçambique                  |
| 8             | Martha Afrikaner     | F    | 27 de setembro de 1905  | 11 de novembro de 2015 | 110 anos e 45 dias  | Namíbia                               | Namíbia                     |
| 9             | Sylvia Msoka Chembe  | F    | 22 de outubro de 1905   | 25 de novembro de 2015 | 110 anos e 34 dias  | Zâmbia                                | Zâmbia                      |

## Supercentenários emigrantes africanos
Abaixo está uma lista incompleta de supercentenários nascidos na África que emigraram para outro país antes de morrerem.
| Classificação | Nome                  | Sexo | Data de nascimento      | Data da morte          | Idade               | País de nascimento | País da morte  |
| ------------- | --------------------- | ---- | ----------------------- | ---------------------- | ------------------- | ------------------ | -------------- |
| 1             | Adelina Domingues     | F    | 19 de fevereiro de 1888 | 21 de agosto de 2002   | 114 anos e 183 dias | Cabo Verde         | Estados Unidos |
| 2             | Anne Primout          | F    | 5 de outubro de 1890    | 26 de março de 2005    | 114 anos e 172 dias | Argélia            | França         |
| 3             | Marcelle Narbonne     | F    | 25 de março de 1898     | 1 de janeiro de 2012   | 113 anos e 282 dias | Argélia            | França         |
| 4             | Consuelo Moreno-López | F    | 5 de fevereiro de 1893  | 13 de novembro de 2004 | 111 anos e 282 dias | Marrocos           | Estados Unidos |
| 5             | Emile Fourcade        | M    | 29 de julho de 1884     | 29 de dezembro de 1995 | 111 anos e 153 dias | Argélia            | França         |
|               | Jeanne Hue            | F    | 2 de outubro de 1895    | 5 de maio de 2006      | 110 anos e 215 dias | Tunísia            | França         |
|               | Virginia Monteiro     | F    | 28 de março de 1895     | 7 de abril de 2005     | 110 anos e 10 dias  | Marrocos           | Estados Unidos |